# Шульга Яків Митрофанович
Яків Митрофанович Шульга (23 вересня 1912, село Токарі, тепер Лебединської міської ради Сумської області — 24 березня 1994, місто Лебедин Сумської області) — український радянський діяч, бригадир тракторної бригади Лебединської МТС і колгоспу імені Леніна Лебединського району Сумської області. Герой Соціалістичної Праці (16.02.1948). Депутат Верховної Ради СРСР 2—5-го скликань.

## Біографія
Народився в селянській родині. У 1923 році закінчив сільську початкову школу. Працював у власному сільському господарстві, а потім у колгоспі імені Леніна Лебединського району Сумщини.
У 1931 році закінчив курси механізаторів при Лебединській машинно-тракторній станції.
З 1931 року — тракторист колгоспу імені Леніна Лебединського району. У 1933—1941 роках — бригадир тракторної бригади Лебединської машинно-тракторної станції (МТС) Лебединського району Харківської (з 1939 року — Сумської) області.
Під час німецько-радянської війни евакуйовував техніку Лебединської МТС у Саратовську область, де очолював тракторну бригаду Орлоталовської МТС Свердловського району. У 1944 році повернувся на Сумщину.
У 1944—1958 роках — бригадир тракторної бригади Лебединської машинно-тракторної станції Лебединського району Сумської області.
Член ВКП(б) з 1946 року.
У 1947 році тракторна бригада Якова Шульги зібрала пшениці по 22,5 центнерів з гектара на площі 150 га. Указом Президії Верховної Ради СРСР від 16 лютого 1948 року присвоєно звання Героя Соціалістичної Праці з врученням ордена Леніна і золотої медалі «Серп і Молот».
З 1958 по 1972 рік —  бригадир тракторної бригади колгоспу імені В. І. Леніна Лебединського району Сумської області. У 1959 році на базі бригади Шульги було створено Сумську обласну школу передового досвіду з вирощування цукрових буряків і кукурудзи.
Потім — на пенсії у місті Лебедині Сумської області.

## Нагороди
- Герой Соціалістичної Праці (16.02.1948)
- орден Леніна (16.02.1948)
- орден Трудового Червоного Прапора (23.06.1966)
- орден «Знак Пошани» (26.02.1958)
- дві медалі «За трудову доблесть» (8.06.1951, 8.04.1971)
- Велика срібна медаль ВДНГ СРСР
- медалі
- Почесна грамота Президії Верховної Ради Української РСР (20.10.1972)
- Заслужений механізатор сільського господарства Української РСР (.12.1957)